# 飯島光雄
飯島 光雄（いいじま みつお、1932年 - 2021年）は、日本の外交官。内閣官房内閣審議官兼インドシナ難民対策連絡調整会議事務局長等を経て、1990年（平成2年）から1994年（平成6年）までジンバブエ駐箚特命全権大使を務めた。

## 経歴・人物
日本統治時代の朝鮮で生まれる。埼玉県立浦和高等学校を経て、1956年一橋大学法学部卒業、外務省入省。国際連合日本政府代表部一等書記官、国際連合日本政府代表部参事官、外務省経済協力局書記官を経て、1976年外務省経済協力局技術協力第二課長。1978年在パキスタン日本国大使館参事官。
1981年在ノルウェー日本国大使館公使。1983年内閣審議官（内閣官房内閣審議室）兼インドシナ難民対策連絡調整会議事務局局長。
1986年駐トリニダード・トバゴ兼アンティグア・バーブーダ兼グレナダ兼セント・ヴィンセント兼セントクリストファー・ネービス兼ドミニカ特命全権大使。1990年駐ジンバブエ兼ナミビア特命全権大使。1991年駐ジンバブエ兼アンゴラ兼ナミビア兼モザンビーク特命全権大使。1994年退官。2007年瑞宝中綬章受章。2021年叙正四位。

## 著書
- 『黄昏独語 : たそがれのひとりごと』けやき書房 1998年
- 『夢想独語 : 夢見る者のひとりごと』けやき書房 2001年